# Giorgio Orelli
Pour les articles homonymes, voir Orelli.
Giorgio Orelli, né à Airolo le 25 mai 1921 et mort à Bellinzone le 10 novembre 2013, est un écrivain, poète et traducteur suisse de langue italienne.

## Biographie
Orelli étudie la philologie romane à l'université de Fribourg sous la direction de Gianfranco Contini. Il rentre ensuite au Tessin et enseigne la littérature italienne à l'École supérieure de commerce de Bellinzone et, plus tard, au lycée cantonal de la même ville.
L'anthologie de Piero Chiara et Luciano Erba le classe parmi les poètes de la Quatrième génération de la Linea lombarda (« ligne lombarde »).
Sa poésie est considérée de caractère post-hermétique.
Orelli est aussi connu pour ses traductions des poèmes de Goethe.
En 1988 il reçoit le grand prix Schiller pour l'ensemble de ses œuvres. Il est docteur honoris causa de l’université de Fribourg.
Giorgio Orelli est le cousin de l'écrivain Giovanni Orelli et l'oncle de la skieuse Michela Figini.

## Poésie
- Né bianco né viola, Lugano, Collana di Lugano, 1944.
- Prima dell'anno nuovo, Bellinzone, Leins e Vescovi, 1952.
- Poesie, Milan, Edizioni della Meridiana, 1953.
- Nel cerchio familiare, Milan, Scheiwiller, 1960.
- L'ora del tempo, Milan, Arnoldo Mondadori Editore, 1962.
- 6 poesie, Milan, Scheiwiller, 1964.
- 5 poesie, con 5 seriografie di Madja Ruperti, San Nazzaro (Tessin), Serigrafia San Nazzaro, 1973.
- Sinopie, Milan, Arnoldo Mondadori Editore, 1977.
- Spiracoli, Milan, Arnoldo Mondadori Editore, 1989.
- Il collo dell'anitra, Milan, Garzanti, 2001.

## Prose
- Un giorno della vita, Milan, Lerici, 1960.
- Pomeriggio bellinzonese in Luci e figure di Bellinzona negli acquerelli di William Turner e nelle pagine di Giorgio Orelli, a cura di Virgilio Gilardoni, Bellinzone, Casagrande, 1978.

## Traductions
- Johann Wolfgang Goethe, Poesie scelte, Milan, Arnoldo Mondadori Editore, 1974.

## Essais
- Accertamenti verbali, Milan, Bompiani, 1978.
- Quel ramo del lago di Como, Bellinzone, Casagrande, 1982 et 1990.
- Accertamenti montaliani, Bologne, Il Mulino, 1984.
- Il suono dei sospiri, Turin, Einaudi, 1990.
- Foscolo e la danzatrice, Parme, Pratiche, 1992.
- La qualità del senso. Dante, Ariosto e Leopardi, Bellinzone, Casagrande, 2012.

## En traduction française
- Choix de poèmes (1941-1971), traduction d'Yvette Z'Graggen, Lausanne, Éditions de l'Aire/Cooperative Rencontre, 1973.
- Sinopie, traduction de Christian Viredaz, Moudon, Éditions Empreintes (Poche/Poésie), 2000
- Poèmes de jeunesse, traduction de Christian Viredaz, Genève, Éditions Samizdat, 2005